# William Eugene Klingshirn
William Eugene Klingshirn ist ein US-amerikanischer Patristiker.

## Leben
Er erwarb den A.B. 1977 am College of the Holy Cross, den A.M. 1982 an der Stanford University und 1985 den Ph.D. an der Stanford University. Er ist Margaret H. Gardiner Professor und Direktor des Zentrums für das Studium des frühen Christentums an der Catholic University of America.
Er ist spezialisiert auf die Geschichte und Kultur der spätantiken mediterranen Welt. Seine aktuelle Forschung konzentriert sich auf Wahrsager und Wahrsagerei in der Spätantike, auf Definitionen der christlichen Kultur im frühen Mittelalter und auf die Rezeption von Caesarius von Arles im 19. und 20. Jahrhundert.

## Schriften (Auswahl)
- Caesarius of Arles. Life, testament, letters. Liverpool 1994, ISBN 0-85323-368-3.
- Caesarius of Arles. The making of a Christian community in late antique Gaul. Cambridge 1994, ISBN 0-521-43095-X.
- mit Linda Safran (Hg.): The early Christian book. Washington, DC 2007, ISBN 0-8132-1486-6.
- mit AnneMarie Luijendijk (Hg.): My lots are in Thy Hands. Sortilege and its practitioners in Late Antiquity. Leiden 2019, ISBN 978-90-04-38410-1.